# كباب باذنجان

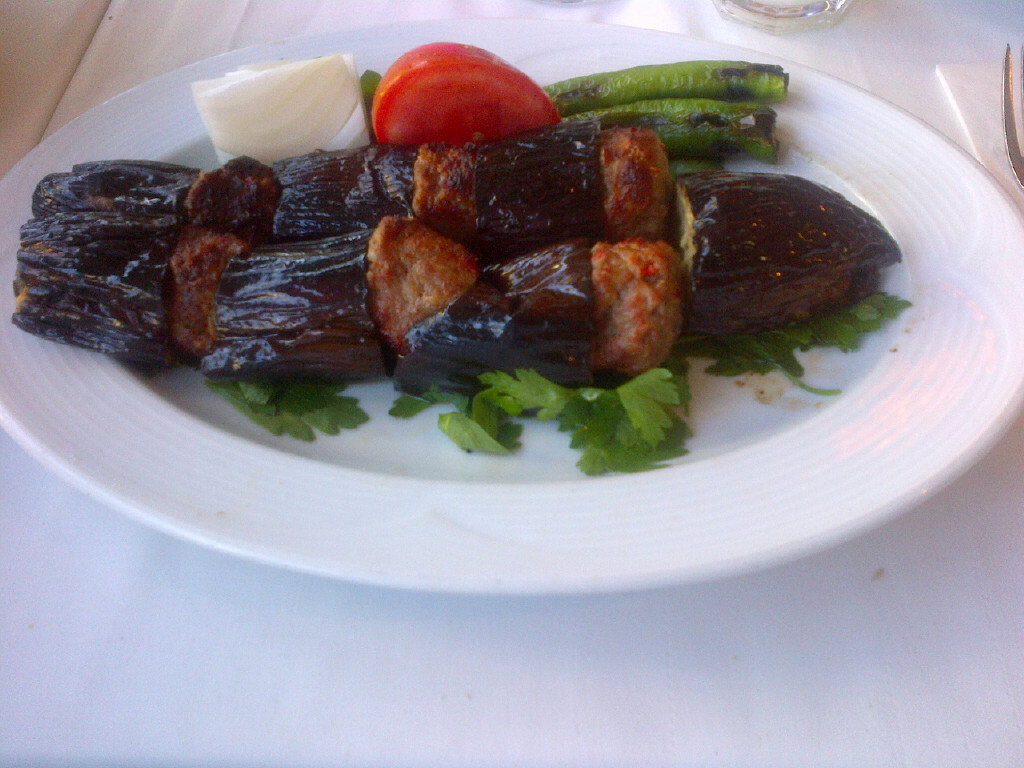
كباب باذنجان

كَبَاب باذنجان أو باتلجان كِباب هو كباب تركي (طبق لحم) يُحضر وفقًا للتقاليد المختلفة.
أحد أنواعها يتكون من قطع الباذنجان بالتناوب مع اللحم المفروم مثل لحم البقر والضأن. يمكن تجميعها على سيخ وطهيها على النار. أما كباب الباذنجان بالفرن فيمكن تحضيره باستخدام أسياخ في طبق أو ترتيب المكونات في مقلاة دائرية مع التوابل مثل الفلفل وتناولها مع البصل النيء وخبز تركي ناعم يسمى اليُفكة أو مع اللواش . كان الناس يحضرون الطبق في منطقة عنتاب وأجزاء أُخَر من جنوب تركيا من بقايا الباذنجان ولحوم الدجاج في المنزل ثم يأخذونه إلى مخبز محلي ليُطهى في فرن الحطب.

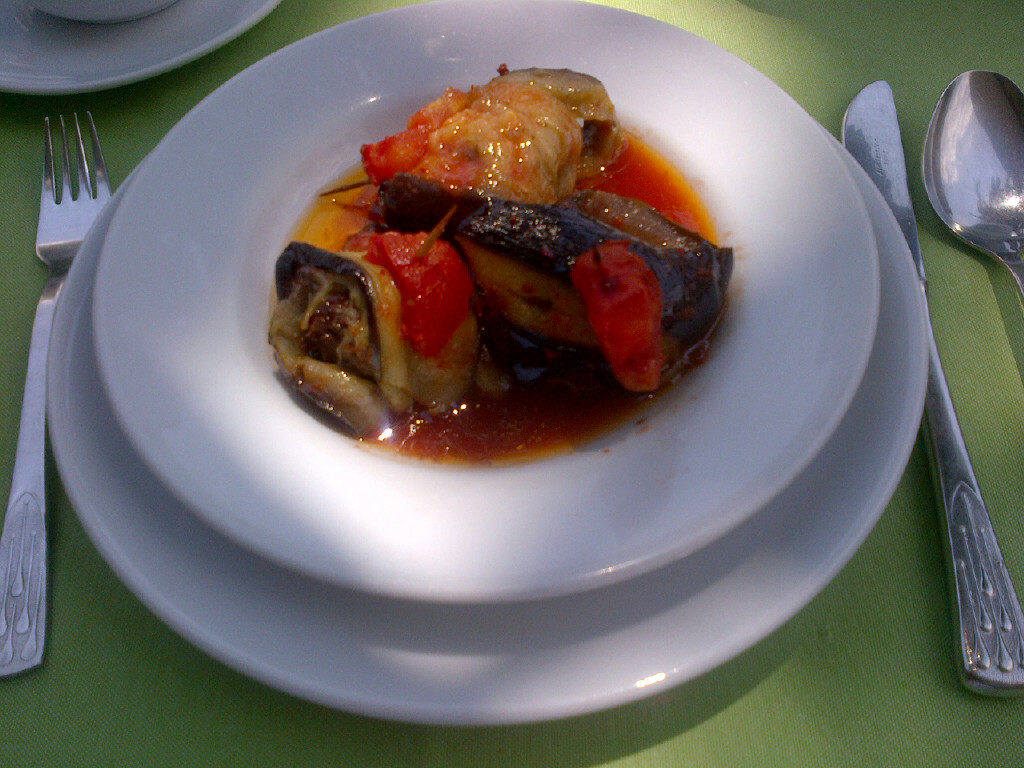

نوع آخر من كباب الباذنجان هو كباب إسليم باذنجان. يقطع الباذنجان إلى شرائح ويقلى بالزيت. يُحمس اللحم منفصلًا. ثم تُلف قطع اللحم في شرائح الباذنجان المقلي وتُجمع بعود أسنان. ثم يُزين بالطماطم أو شرائح الفلفل الأخضر أو بهما معًا. ثم توضع الوجبة في الفرن وتُطهى حتى ينضج اللحم. يُغنى العصير بإضافة بعض صلجة أو الصالصة المخففة (معجون طماطم شديد التركيز من تركيا).